# The Mountain Goats
The Mountain Goats is een Amerikaanse indiefolkband uit Durham, North Carolina. De groep is gebouwd rond en wordt geleid door de gitarist en zanger John Darnielle. De groep staat bekend om zijn lo-figeluid, dat vooral herkenbaar was op de  platen uitgebracht voor 2002. In de jaren 90, de beginjaren van de band, nam Darnielle standaard de nummers op met zijn cassetterecorder.
De groep heeft 16 albums uitgebracht. De vaste bassist van de groep is Peter Hughes. De rest van de bezetting van the Mountain Goats varieert.

## Discografie

### Albums
- Taboo VI: The Homecoming – cassette (Shrimper Records, 1991)
- The Hound Chronicles – cassette (Shrimper, 1992)
- Hot Garden Stomp – cassette (Shrimper, 1993)
- Zopilote Machine – cd, cassette (Ajax, 1994), cd/lp (3 Beads of Sweat, 2005)
- Sweden – cd/lp (Shrimper, 1995)
- Hail and Farewell, Gothenburg – (Niet verschenen, 1995)
- Nothing for Juice – cd/lp (Ajax, 1996), cd (3 Beads of Sweat, 1996)
- Full Force Galesburg – cd/lp (Emperor Jones, 1997)
- The Coroner's Gambit – cd/lp (Absolutely Kosher, 2000)
- All Hail West Texas – cd (Emperor Jones, 2002)
- Tallahassee – cd/lp (4AD, 2002)
- We Shall All Be Healed – cd/lp (4AD, 2004)
- The Sunset Tree – cd/lp (4AD, 4-26-2005)
- Come, Come to the Sunset Tree – beperkte oplage, lp (4AD, 2005)
- Get Lonely – cd/lp (4AD, 8-22-2006)
- Heretic Pride - cd/lp (4AD, 2-19-2008)
- The Life of the World to Come - cd/lp (4AD, 2009)
- All Eternals Deck - cd/lp (Merge, 2011)
- Transcendental Youth - cd/lp (Merge, 2012)
- Beat the Champ - cd/lp (Merge, 2015)
- Goths - cd/lp (Merge, 2017)
- In League With Dragons - cd/lp (Merge, 2019)
- Songs for Pierre Cuvin - cassette (Merge, 2020)
- Getting Into Knives - cd/lp (Merge, 2020)